# 广州医科大学附属第一医院
广州医科大学第一附属医院（简称“广医附一院”、“广医一院”）是一所集医疗、教学、科研、保健、康复、院前急救于一体的大型三级甲等综合医院，也是广州呼吸疾病研究所、广州骨科研究所、广州泌尿外科研究所、广州医科大学中西医结合研究所的所在医院及国家首批13个国家临床医学研究中心之一，位于中国广东省广州市。

## 历史
广医一院始于1903年由法国人创办的中法韬美医院（英語：Hospital Franco-Chinois Paul Doumer），医院取名韬美是用以纪念当时的法属印度支那总督、后出任法国总统的保罗·杜美（Paul Doumer）。在民国时期，不少广州军政要员曾入院治疗，一些在广州遭行刺的要人也被送往该院抢救。医院在抗日战争期间曾遭受日军的空袭轰炸。
1951年3月，中法韬美医院更名为广州市工人医院，并于1969年8月更名为广州市第四人民医院，1974年归广州医学院管辖，并更名为广州医学院附属医院，1981年更名为广州医学院第一附属医院，1993年10月被评为三级甲等医院，2001年6月15日启用海印院区，2013年改为现名。
2020年7月，国家卫生健康委员会提出以广医一院为主体设置国家呼吸医学中心，与中日友好医院共同构成国家呼吸医学中心。
2021年9月25日，该院大坦沙院区（广州实验室暨广州医科大学附属第一医院国家呼吸医学中心临床基地）正式落成。

## 院址
- 沿江院区：越秀区人民街道沿江西路151号
- 交运院区（仅作为进修生、实习生宿舍及会议用途，不开展医疗服务）：越秀区人民街道旧部前56-6号
- 海印院区：海珠区素社街道康大路1号
- 大坦沙院区（广州实验室暨广州医科大学附属第一医院国家呼吸医学中心临床基地）：荔湾区桥中街道（大坦沙岛）桥中中路28号[6]

## 知名人物
- 钟南山，中国工程院院士，医学家、教授。现任職於廣州醫科大學附屬第一醫院担任專家門診医师，每周四下午开诊（视團隊統一安排）[7]。